# Frank López
Frank Adolphus López (né le 16 juillet 1989 au Belize) est un joueur de football international bélizien, qui évolue au poste de gardien de but.

## Biographie

### Carrière en sélection
Frank López participe avec l'équipe du Belize, à la Gold Cup 2013 organisée aux États-Unis.